# Abílio Fernandes
Abílio Fernandes (Maçainhas, Guarda, 19 de octubre de 1906-Coimbra, 16 de octubre de 1994) fue un botánico, genetista y pteridólogo portugués.

## Biografía
En 1941, durante el Congreso de Ciencias Naturales realizado en junio, en Lisboa, conoce a su futura esposa, la botánica Rosette Batarda (1916-2005). Residen en Coímbra, donde era Director del Museo, Laboratorio y el Jardín botánico de la Universidad de Coímbra.
Se dedicó intensamente a reorganizar el Herbario de Coímbra (COI), actualizando las nomenclaturas de la flora de Portugal y de muchas de las excolonias lusitanas.
Contribuyó al conocimiento de la flora africana.

## Honores

### Eponimos
- (Amaryllidaceae) Narcissus fernandesii Pedro [1]

- La abreviatura «A.Fern.» se emplea para indicar a Abílio Fernandes como autoridad en la descripción y clasificación científica de los vegetales.[2]